# Mannesmann-Hochhaus

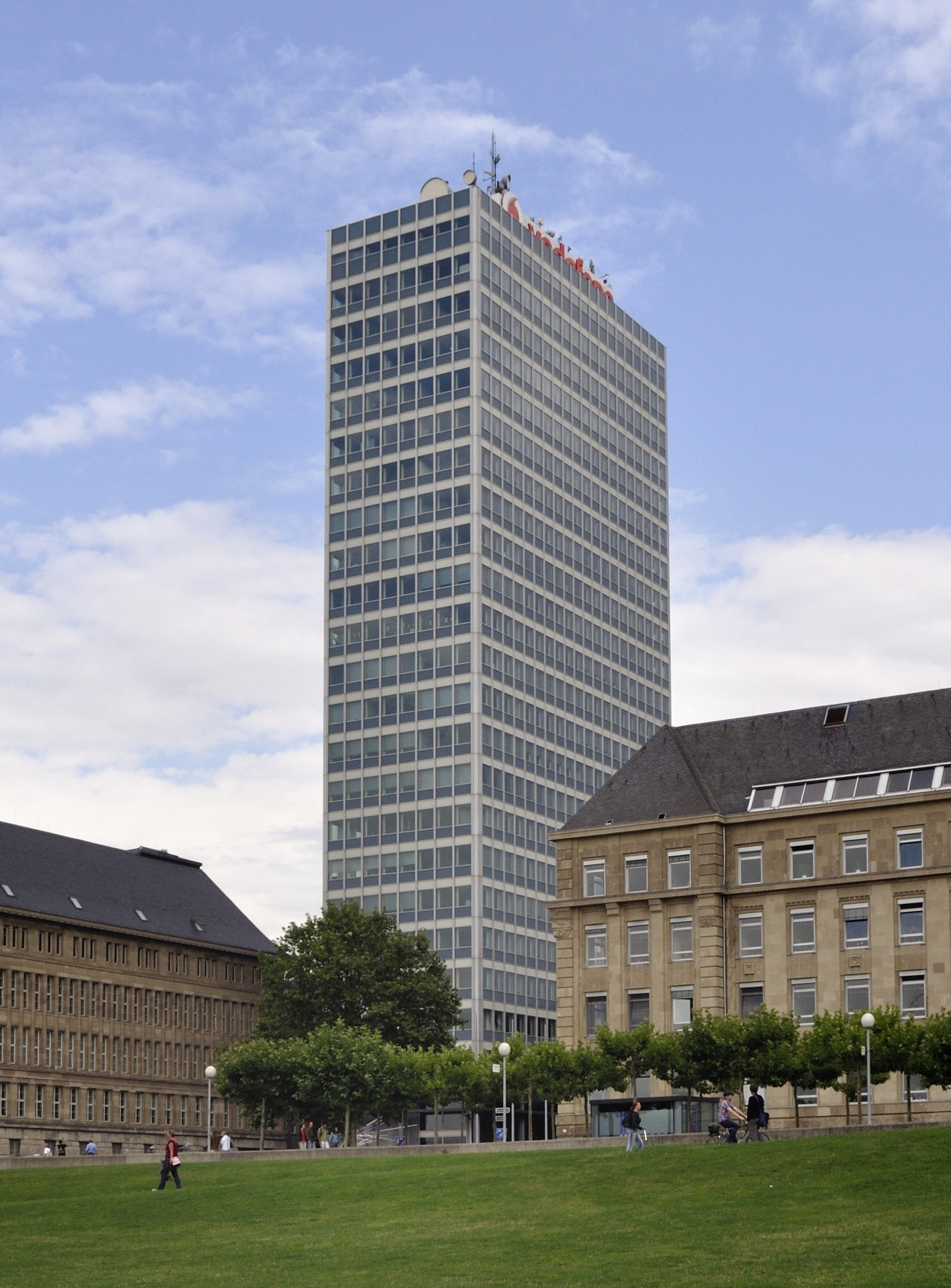
Mannesmann-Hochhaus am Düsseldorfer Rheinufer

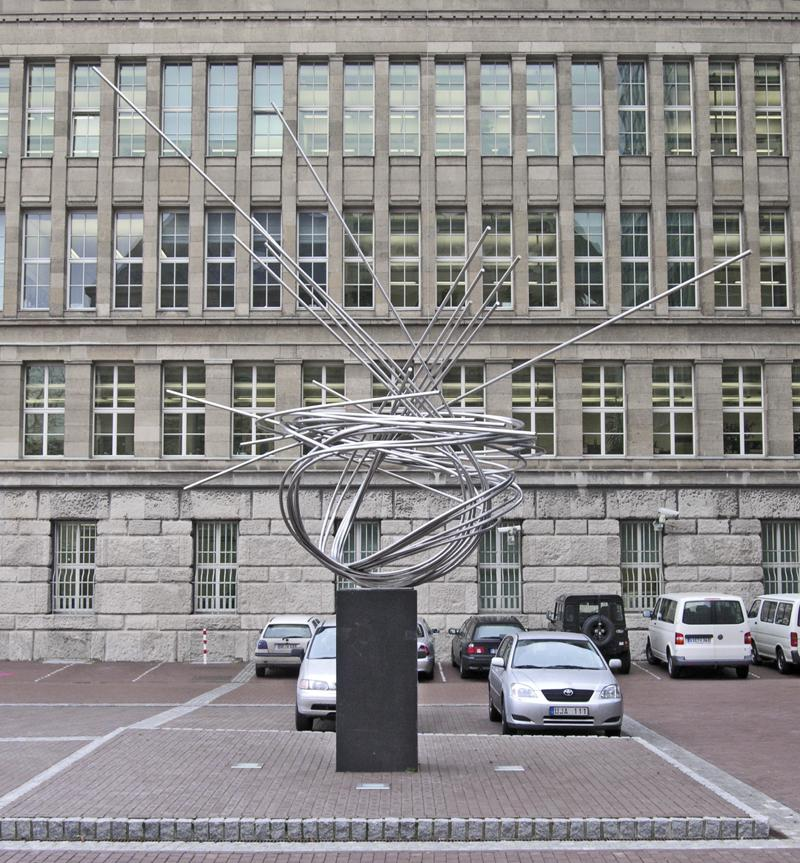
Skulptur Große Mannesmann

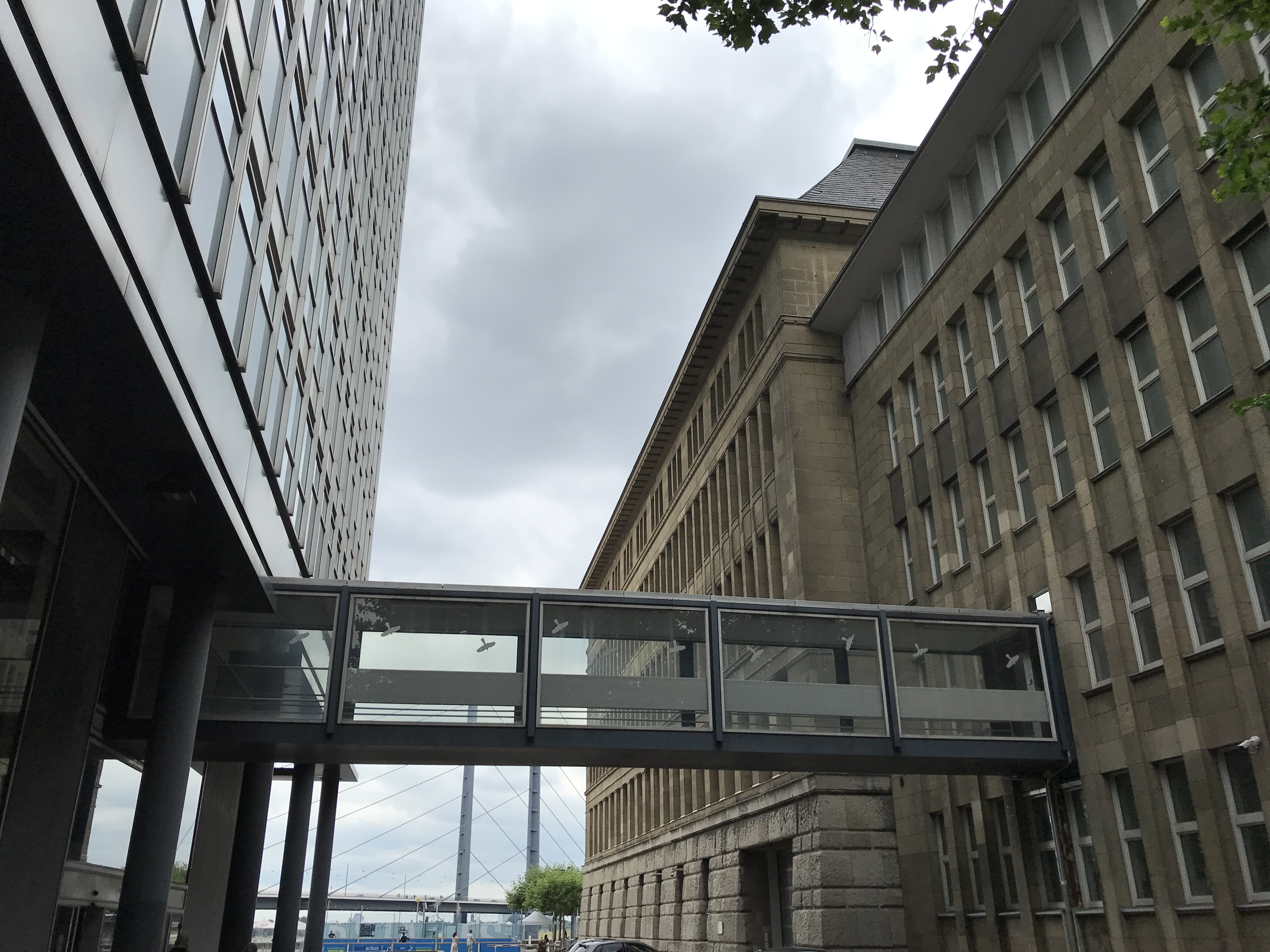
Mannesmann-Hochhaus Verbindungssteg zum Mannesmann-Haus (Altbau).

Das Mannesmann-Hochhaus (auch Vodafone-Hochhaus nach dem zwischenzeitlichen Nutzer genannt) ist ein Verwaltungsgebäude am Mannesmannufer (Bundesstraße 1) im Düsseldorfer Stadtteil Carlstadt. Entworfen und gebaut wurde es 1956 bis 1958 von den Architekten Egon Eiermann und Paul Schneider-Esleben, nachdem diese 1954 einen Architekturwettbewerb gewonnen hatten. Der ursprüngliche Bauherr war die Mannesmann AG, die im Jahre 2000 von Vodafone übernommen wurde. Als Generalunternehmer war Hochtief am Bau beteiligt. Zusammen mit dem Dreischeibenhaus ist es eines der ersten modernen Hochhäuser Deutschlands. Es steht für die Zeit des sogenannten Wirtschaftswunders, in der Privatunternehmen die Stadtsilhouette Düsseldorfs durch Hochhäuser im Stil der Nachkriegsmoderne maßgeblich veränderten.
In unmittelbarer Nachbarschaft befindet sich das Mannesmann-Haus, die 1911 von Peter Behrens errichtete frühere Konzernzentrale der Mannesmann AG. Vor dem Hochhaus befindet sich die Edelstahl-Skulptur Große Mannesmann von Norbert Kricke (1958–1961), gearbeitet aus nahtlosen Edelstahlröhren, dem „berühmten Firmenprodukt“ von Mannesmann.
Ende 2008 wurde der Gebäudekomplex an das Land Nordrhein-Westfalen verkauft. Vodafone verblieb als Mieter in den Häusern am Mannesmannufer, bis Ende 2012 die neue Deutschland-Zentrale von Vodafone in Düsseldorf fertiggestellt wurde. Danach wurde das Hochhaus zum Sitz des Ministeriums für Wirtschaft, Energie, Industrie, Mittelstand und Handwerk des Landes Nordrhein-Westfalen.

## Konstruktion
Das Mannesmann-Hochhaus ist ein 88,5 m hohes Bürohaus mit 22 Geschossen, das als Stahlskelett-Konstruktion um einen massiven Stahlbetonkern errichtet wurde. Die Büroflächen gliedern sich U-förmig um den außermittig liegenden Gebäudekern, in dem sich die Aufzüge und Treppenhäuser befinden. Das Gebäude hat eine Brutto-Geschossfläche von 14.200 m², davon ca. 12.100 m² oberirdisch.
Die Fassade ist in blau und weiß, den Werksfarben der Mannesmann AG, gehalten. Das Gebäude steht seit 1997 unter Denkmalschutz.

## Sanierung
Nach der Übernahme durch Vodafone erfolgte nach zweijähriger Planungsphase im Jahr 2001 eine Sanierung und der Umbau zur Europazentrale des Telekommunikationsunternehmens. Dabei wurde das gesamte Gebäude entkernt. Alleine die Roh- und Ausbauarbeiten sowie die Haustechnik hatten ein Gesamtauftragsvolumen von rund 17 Mio. Euro und wurden unter hohem Zeitdruck binnen eines Jahres fertiggestellt. Die Durchführung lag bei der Heitkamp GmbH unter der Leitung des Architekturbüros RKW (Rhode Kellermann Wawrowsky). Bauherr für die Sanierung war die Vodafone AG Real Estate.

## Dachnutzung

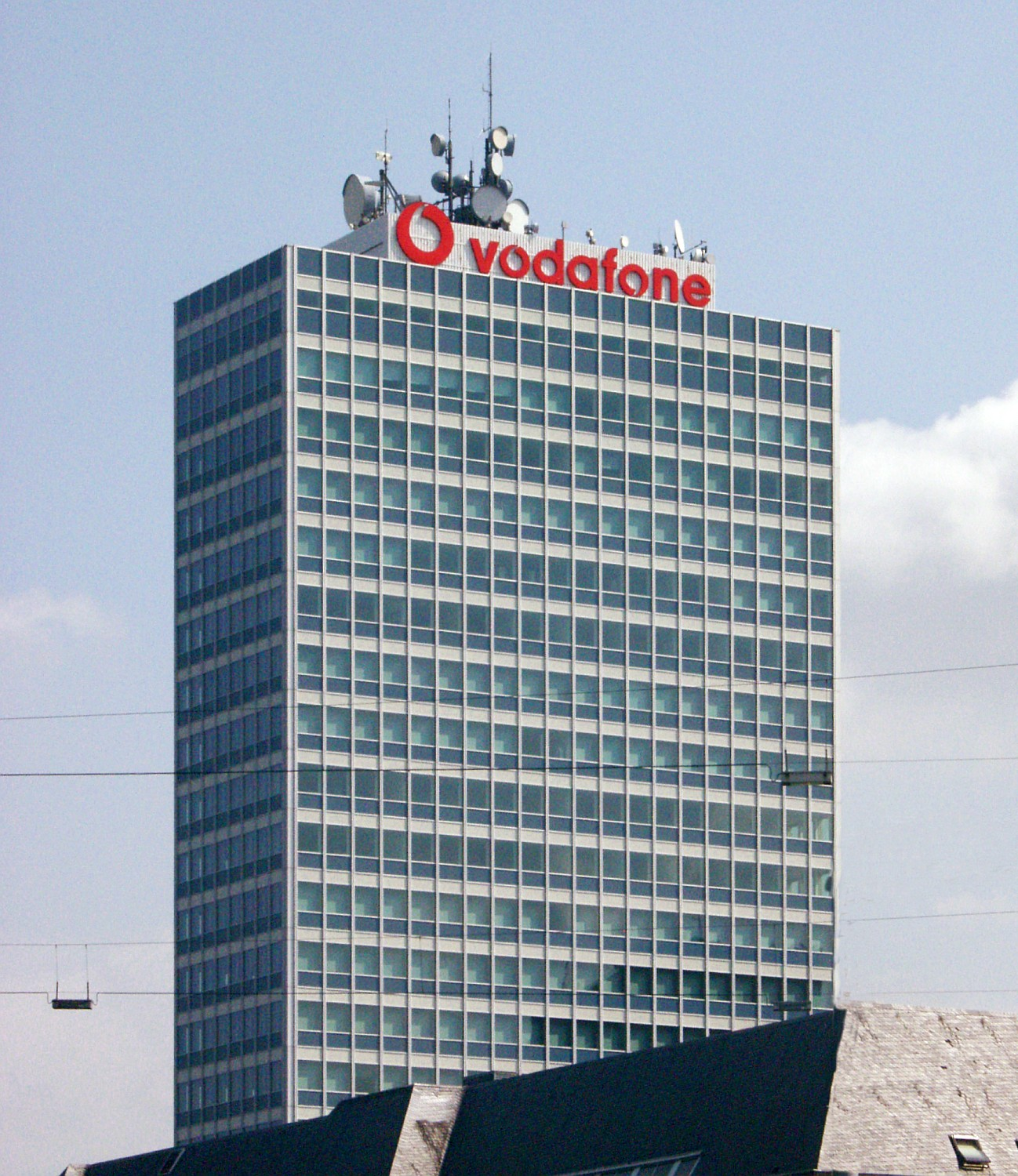
Hochhaus mit Vodafone-Schriftzug

Auf dem Dach des Mannesmann-Hochhauses befinden sich diverse Antennen. Diese dienen einem Richtfunk-Knoten im Vodafone-Mobilfunknetz für die gesamte Region Düsseldorf. Neben der Anbindung einiger nahe gelegener Senderstandorte im Düsseldorfer Stadtgebiet existieren damit auch Weitverkehrs-Richtfunkstrecken zu anderen Knoten im Umkreis. Außerdem waren auf dem Dach Firmenlogos installiert. Von 1958 bis 2000 war der Schriftzug von Mannesmann zu sehen, danach bis 2012 das Vodafone-Logo.

## Kunstgeschichtliche Bedeutung
Das Gebäude steht unter Denkmalschutz, da es aus der Hand von Paul Schneider-Esleben stammt und für das Wirtschaftswunder in Düsseldorf steht.

„[Es ist] als Symbol des wirtschaftlichen Aufschwungs der 50er Jahre anzusehen und wichtiger Teil im Werk eines bedeutendsten Architekten der deutschen Nachkriegsgeschichte“

## Sonstiges

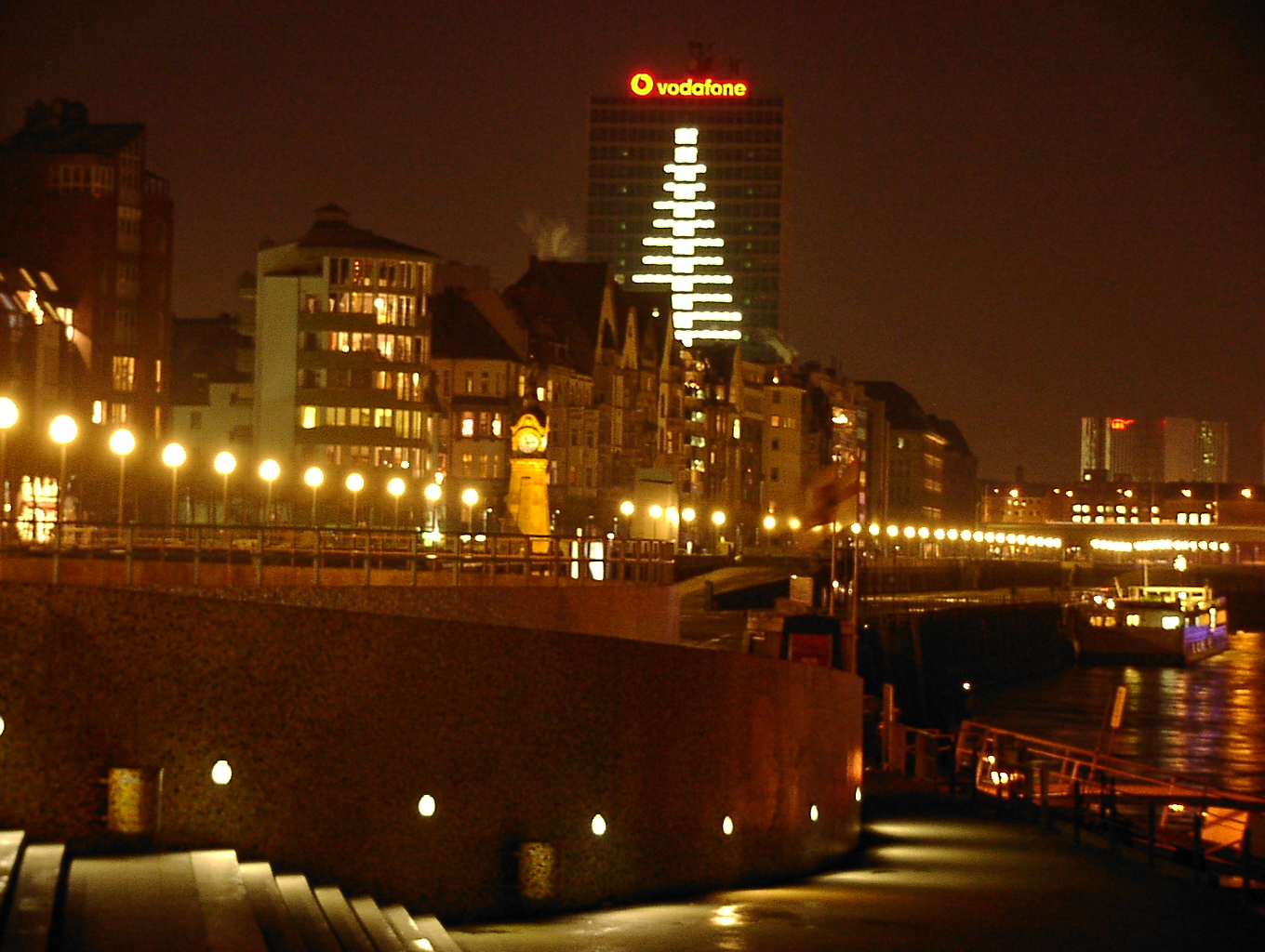
Das Mannesmann-Hochhaus mit Weihnachtsbeleuchtung

Traditionell wird jedes Jahr in der Weihnachtszeit die Beleuchtung der Räume so vorgenommen, dass diese in der Form eines überdimensionalen Weihnachtsbaums über die gesamte Gebäudefläche erstrahlen. Diese Tradition wurde auch nach der Übernahme von Mannesmann durch Vodafone fortgesetzt. Außerdem wurde seit 2005 jedes Frühjahr die Nord- und Südfassade mit rund 2000 m² großen Plakaten beklebt, die auf die in Düsseldorf stattfindende Jazzrally hinwiesen.
Am 22. Januar 2010 nutzte der Düsseldorfer Mobilfunk-Discounter simyo das Vodafone-Hochhaus als Werbefläche und sendete „nachbarschaftliche Grüße an Vodafone und Otelo“. Hintergrund für die Aktion war die Vodafone-Marke o.tel.o., die kurz zuvor ihre Rückkehr in den Mobilfunkmarkt erklärt hatte.
Auf Vorschlag des Wirtschaftsministeriums sollte das Mannesmann-Hochhaus den Namen Richard-von-Weizsäcker-Haus  erhalten. Nach einer öffentlichen Debatte kündigte Minister Garrelt Duin (SPD) im Dezember 2015 an, diesen Plan nicht weiter zu verfolgen.